# Tepe Hisar
Tepe Hissar (Turó del castell, persa تپه حصار) és un jaciment arqueològic de l'Iran, al sud-est de la mar Càspia, prop de Damghan. Fou excavat el 1931-1932 per un equip americà i el 1956 per un equip japonès. El lloc fou habitat permanentment des de vers el 3900 aC fins al començament del segle passat. S'han trobat objectes de poteria i ceràmica de diverses èpoques. A aquest lloc tan llunyà va arribar la ceràmica de l'Obeid al quart mil·lenni.